# تقرير بريريتون
تقرير تحقيقات المفتش العام لقوات الدفاع الأسترالية في أفغانستان، المعروف باسم تقرير بريريتون، هو تقرير عن جرائم الحرب التي ارتكبتها قوات الدفاع الأسترالية (ADF) أثناء الحرب في أفغانستان بين عامي 2005 و2016. بدأت اللجنة المستقلة من قِبل المفتش العام لقوات الدفاع الأسترالية عملها في عام 2016 وقدمت تقريرها النهائي في 6 نوفمبر 2020، وأصدرت نسخة منقحة علنًا في 19 نوفمبر 2020. ووجد التقرير أدلة على 39 عملية قتل غير قانونية للمدنيين والسجناء، والتي جرى التستر عليها لاحقًا من قبل قوات الدفاع الأسترالية. وذكر التقرير أن 25 من أفراد الجيش متورطون في عمليات القتل، بمن فيهم أولئك الذين كانوا «شركاء» في الحادث. بدأت أعمال القتل غير المشروع في عام 2009، وحدث معظمها في عامي 2012 و2013. قاد التحقيق اللواء بول بريريتون.

## التقرير
التقرير مقسم إلى ثلاثة أجزاء. يقدم الجزء الأول خلفية التحقيق وسياقه، بما في ذلك نشأته. يشكل الجزء الثاني الجسم الرئيسي للتقرير، ويفحص بالتفصيل 57 حادثًا وموضوعًا مهمًا، ويقدم توصيات بخصوص كل منها. يناقش الجزء الثالث القضايا المنهجية التي ربما تكون قد ساهمت في البيئة التي يمكن أن يحدث فيها نوع السلوك المفصل في التقرير.:p. 28 تم تنقيح الجزء الثاني بالكامل.:p. 6-8 من غير المحتمل أن يتم الكشف عن الأجزاء المنقحة من التقرير للجمهور. كانت أسباب التنقيح هي الحفاظ على وتجنب التحيز في التحقيقات والمحاكمات الجنائية في المستقبل، ورُوعي عدم الكشف عن معلومات مروعة يمكن أن تثير الصدمة أو تثير غضب الجمهور.
بعد تنقيح أحد الادعاءات في عام 2012 في التقرير، جرى وصفه في القسم أدناه بأنه «ربما يكون أكثر الأحداث المخزية في تاريخ أستراليا العسكري». فبخلاف الأشخاص الـ 39 الذين شمل التحقيق حوادث قتلهم، قدَّم التقرير تفاصيل عن قتل صبيين يبلغان من العمر 14 عامًا، يعتقد أنهما متعاطفان مع طالبان من قِبل جنود فوج الخدمة الجوية الخاص (SAS)، حيث قاموا بذبحهم ثم تغليف جثتيهما وإلقائها في النهر.

## الجرائم المرصودة بالتقرير

### التلفيق
ووجد التقرير أدلة على ممارسة «عمليات التلفيق» (بالإنجليزية: throwdowns)، حيث تحمل القوات الأسترالية أسلحة ومعدات لا تخص قوات الدفاع الأسترالية بغرض وضعها على المدنيين الذين يقتلونهم،:p. 29 ثم يجري تصوير تلك الأسلحة وغيرها من الأدلة الملفقة للإيهام بأن المدنيين كانوا مقاتلين شرعيين.:p. 29 يفترض التقرير بأن عمليات التلفيق بدأت لغرض «أقل فظاعة وإن كان لا يزال غير نزيه» يتمثل في تجنب التحقيق حتى لا يظهر أن المقتولين ليسوا مسلحين، ولكنها تطورت لاحقًا إلى إخفاء جرائم القتل غير القانونية المتعمدة.:p. 29

### القتل لأول مرة
وجد التحقيق أن بعض القادة كانوا يطلبون في كثير من الأحيان من صغار الجنود قتل السجناء لممارسة أول قتل لهم، وهي ممارسة تُعرف باسم «التدمية» (بالإنجليزية: blooding). وصف بريريتون هذه الممارسة على هذا النحو: «عادة، يأخذ قائد الدورية شخصًا تحت السيطرة (سجين) ويأمر الجندي بعد ذلك بقتل السجين».:p. 29 ثم بعد ذلك تجري عمليات التلفيق وإنشاء قصة لإخفاء هذه الممارسة. إن قتل أسرى الحرب العُزَّل هي جريمة حرب.

## ردود الفعل
استحوذ إصدار التقرير على عناوين الصحف الوطنية والاهتمام الدولي، بالإضافة إلى ردود فعل سلبية إلى حد كبير من الجمهور. رداً على التقرير، تم حل السرب الثاني من فوج الخدمة الجوية الخاصة، وأنشأت حكومة موريسون مكتبًا جديدًا للمحقق الخاص للتحقيق في السلوك الإجرامي الإضافي والتوصية بملاحقة الأفراد المتورطين. وشعرت وزيرة الدفاع الأسترالية ليندا رينولدز «بالاعتلال» بعد قراءة التقرير.
ورفض رئيس قوات الدفاع الأسترالية (ADF) التعليق على ما إذا كان ينبغي نفي الاتهامات.

## روابط خارجية
- تقرير منقح، الجزأين 1 و3